# Slipstream (género)
Slipstream es un tipo de ficción fantástica, o no realista, que traspasa las fronteras entre los géneros convencionales de la ciencia ficción, fantasía y ficción literaria.

## Origen
El término fue inventado por Richard Dorsett de acuerdo a una entrevista en la revista Mythaxis Review con el escritor de cyberpunk Bruce Sterling, en la misma dijo:

Fue inventado por mi amigo, el fallecido Richard Dorsett mientras discutíamos una categoría de libros de fantasía para la cual no teníamos un nombre. "Ciertamente no son mainstream," dije, y él sugirió "Por que no slipstream?", y pensé que era una buena acuñación.

Sterling lo describió en un artículo publicado en SF Eye, N.º 5, en julio de 1989:

"...este es un tipo de escritura que, sencillamente, te hace sentir muy extraño, de la manera en que vivir en el siglo XX te hace sentir, si eres una persona de una cierta sensibilidad."
Sterling (1989)

The Encyclopedia of Science Fiction atribuye a Sterling la acuñación del término "slipstream sf" para obras que "usan como medio el sf pero que no son del Género SF"

## Concepto

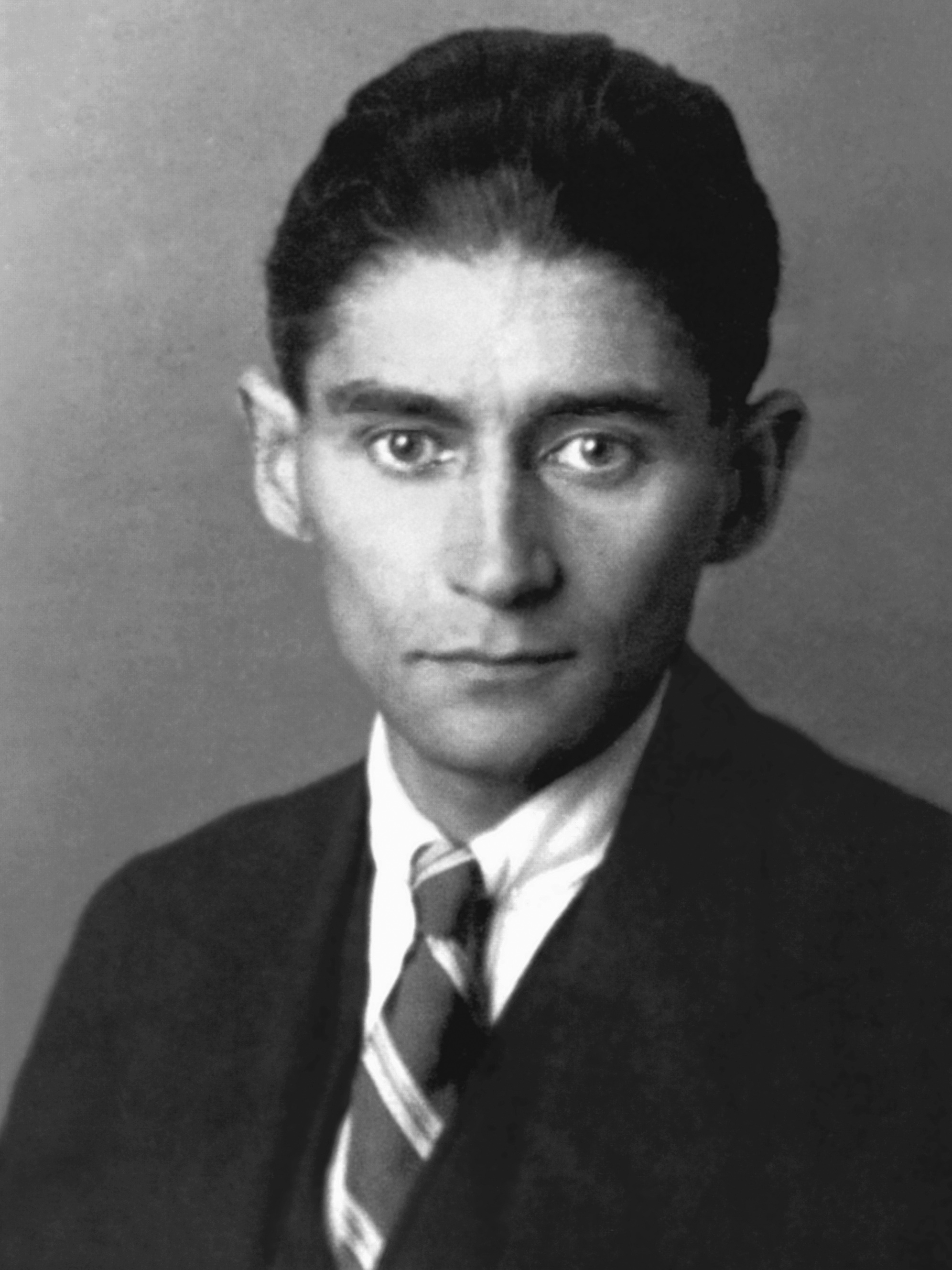
Fotografía de Franz Kafka, representante de la literatura contemporánea, cuyas tramas representan una multidimensionalidad de géneros.

La ficción slipstream se ha descrito, pues, como “la ficción de la extrañeza”, o como una forma de escribir que "hace lo familiar extraño o lo extraño familiar" a través de escepticismo acerca de los elementos de la realidad. Con esto en mente, se considera que obras de Franz Kafka y Jorge Luis Borges contienen prototipos de este género.
Los autores de ciencia ficción James Patrick Kelly y John Kessel, editores de Feeling Very Strange: The Slipstream Anthology, postulan que la disonancia cognitiva se encuentra en el centro del slipstream, y que no es tanto un género como un efecto literario, como el terror o la comedia. De modo parecido, Christopher Priest, en su introducción a la novela Ice de Anna Kavan, escribe que:

“la mejor manera de entender el slipstream es pensar en él como un estado de la mente o un enfoque particular, uno que está fuera de toda categorización. [...] el slipstream induce una sensación de ‘otredad’ en la audiencia, como una mirada a un espejo deformante [...] En general transmite una sensación de que la realidad podría no ser tan cierta como pensamos"
Priest (2006)

El slipstream se ubica entre la ficción especulativa y la ficción popular. Algunas novelas slipstream emplean elementos de la ciencia ficción o de la fantasía, aunque no todas lo hacen. El factor común y unificador entre estas obras es la presencia en cierto grado de lo surreal, lo no enteramente real, o lo marcadamente irreal.
En 2007, el primer London Literature Festival en el Royal Festival Hall celebró una noche slipstream, presidida por Toby Litt y con participación de los autores británicos Steven Hall y Scarlett Thomas.
En su libro, del año 2012, Walking the Clouds: An Anthology of Indigenous Science Fiction, Grace Dillon identifica una corriente de slipstream nativo americano que precede y anticipa el slipstream, con ejemplos que incluyen Custer on the Slipstream, de Gerald Vizenor (1978).

## Recursos externos
- Lista de slipstream de Bruce Sterling y Lawrence Person, de Nova Expresar, Volumen 5, Número 2.
- A Working Canon of Slipstream Writing Archivado el 6 de septiembre de 2015 en Wayback Machine. compilado en Readercon 18, 2007.
- James Patrick Kelly cubre el slipstream en dos de sus columnas "On the Net" de Asimov's Science Fiction: Slipstream y Genre.
- Un compendio de enlaces slipstream , incluyendo enlaces a comentarios, discusiones, y revisiones de textos.
- Fantastic Metropolis.com
- Página web del número especial de Science Fiction Studies en el que se discute la ficción slipstream . Índice y resúmenes.
- Slipstream (O de cómo la Ciencia Ficción ya no es Ciencia Ficción).

- Datos: Q1059772